# Eprhopalotus crinitus
Eprhopalotus crinitus är en stekelart som beskrevs av Christer Hansson 2004. Eprhopalotus crinitus ingår i släktet Eprhopalotus och familjen finglanssteklar. Inga underarter finns listade i Catalogue of Life.